# 후에 황성

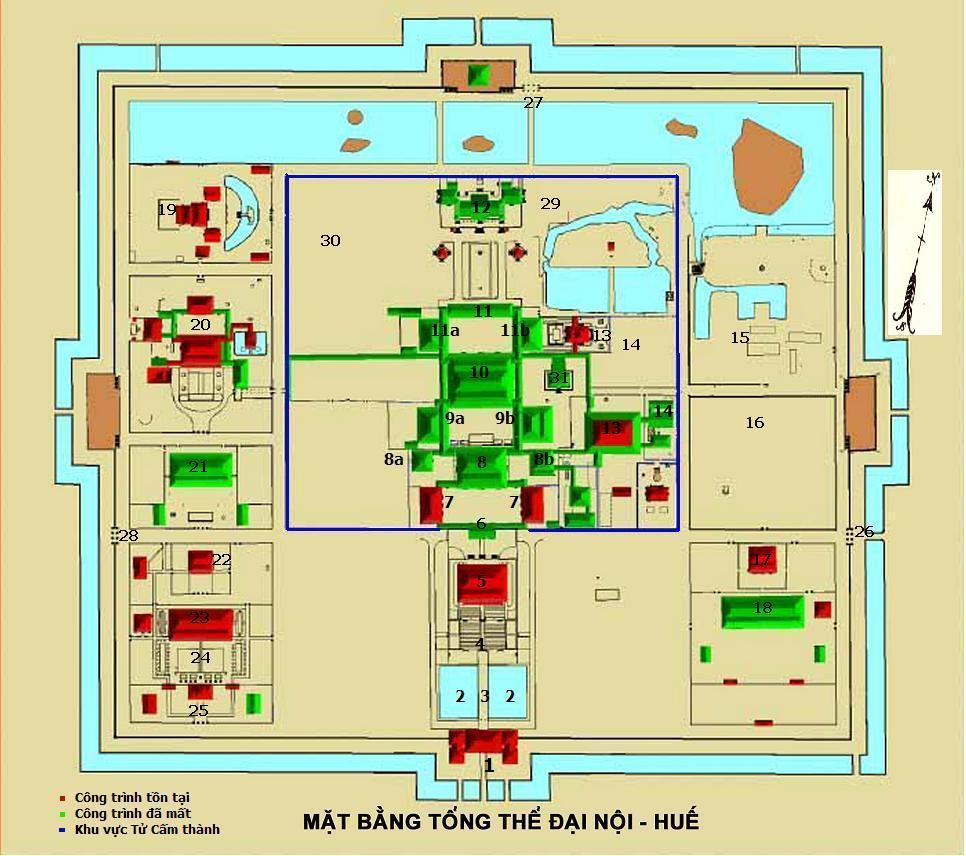
후에 성의 전도(1. 남문인 오문, 5. 정전인 태화전)

후에 황성(順化皇城, 베트남어: Hoàng thành Huế)은 1802년부터 1945년에 이르기까지 약 143년간 베트남을 통치했던 응우옌 왕조의 황궁 역할을 했던 곳이다. 베트남 최고의 관광지로 각광을 받고 있는 후에는 유적 전체가 유네스코가 세계문화유산으로 지정되었으며, 베트남 전쟁 당시 파괴된 유적들의 복원, 보존 작업이 활발히 진행되고 있다.

## 역사
1789년 6월, 응우옌푹아인(Nguyễn Phúc Ánh/ 阮福暎 완복영)은 분열되어있던 베트남을 통일하고 스스로 자롱제로 등극했다. 지관들의 오랜 상의와 토론을 통해, 새로운 황궁과 도시를 어디에 지을지 결정했고, 후에가 적지로 정해지자 1804년 건축이 시작되었다. 수천명의 인부들이 동원되었고, 10km에 달하는 해자, 거대한 벽, 지반들을 지었다.
후에 황궁은 자금성을 본떠 만들었지만, 자금성이 완벽한 남향인 반면 후에 황궁은 그 축이 동남쪽을 향해 흐엉강을 바라보게 되어있다. 황궁에는 자금성과 마찬가지로 거대한 궁전, 정원, 누각들이 들어가 있었다. 이 곳은 1880년에 프랑스 군대가 쳐들어와 베트남의 주권을 빼앗기 전까지 베트남의 정치적, 상징적 중심지였다. 또한 응우옌 왕조가 1945년까지 겨우 명맥을 지속할 때까지, 명목상 베트남의 정식 수도였다. 당시 황궁에는 여러 건물들과 수백개의 방들이 있었으나, 1945년 왕정제가 폐지되며 주인이 사라지자, 황궁은 수많은 약탈, 자연재해에 시달리게 되었다. 가장 큰 피해는 20세기에 베트남 전쟁 당시 입게 되었으며, 그 흔적은 아직까지도 궁전의 벽들에 남아있는 총탄 자국들로 찾아볼 수 있다.
1947년 반군들이 황궁을 점령하였고, 프랑스군과의 격전이 이 곳에서 이루어지며 주요 전각들과 행랑들이 모두 불타버리고 말았다.
1968년, 북베트남 군대가 후에를 점령하기 위해 이 곳에 화력을 퍼부었고, 이미 심각하게 훼손된 상태였던 후에 황궁은 거의 반파 상태로 전락했다. 당시 미군은 문화재 보존을 위해 황성과 문화재 보존 구역에서는 함부로 화력을 사용하지 말 것을 병사들에게 지시했으나, 시가전이 벌어지고 병사들이 그런 것까지 신경쓰지 않게 되며 황성은 또한번 피해를 입게 된다.
황궁에서 남베트남 군대와 북베트남 군대가 직접 충돌하였으며, 군대가 서로에게 공습을 가하며 160개가 넘던 건물들 중 겨우 10개만이 살아남았다. 1993년에 유네스코 세계문화유산으로 지정되었으며, 아직까지도 복구, 복원 작업이 이루어지고 있다. 가장 최근의 복원 프로젝트는 2015년에 모두 끝났다.

## 문화 유산

### 태화전

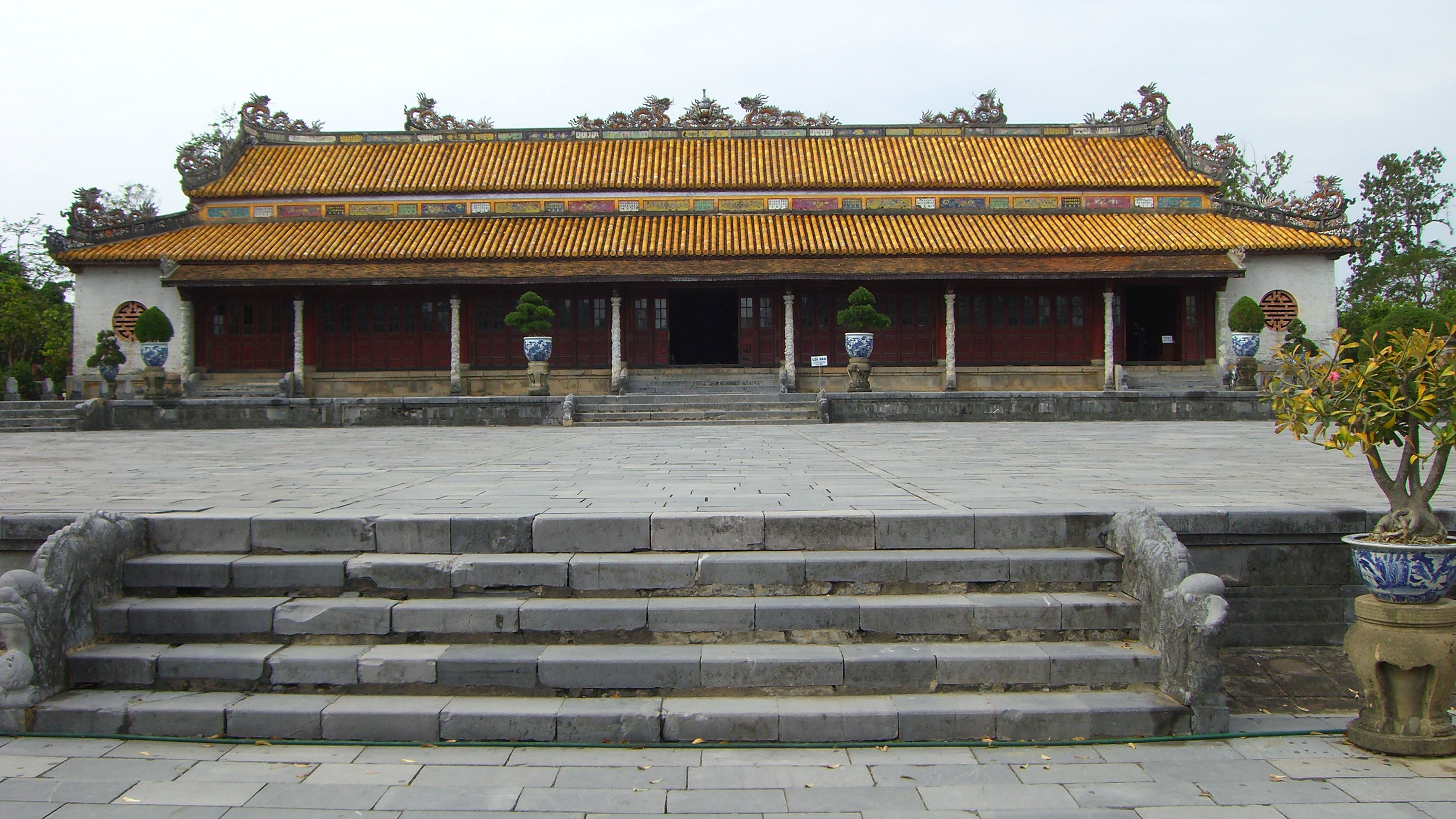
태화전

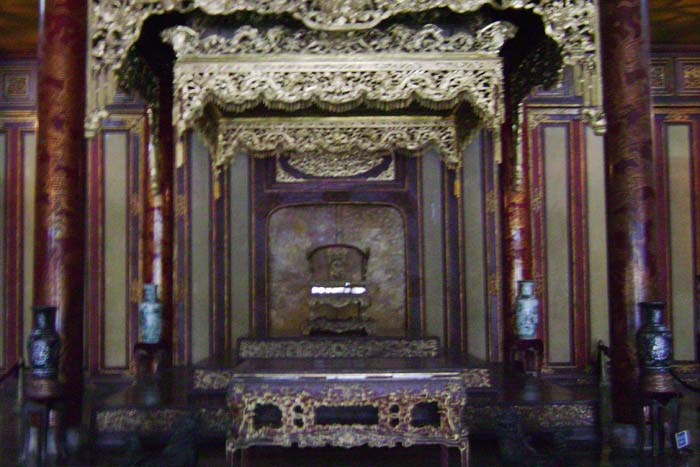
태화전 내부

태화전(太和殿)은 후에 황성의 정전이며, 국사를 논의하는 곳이다. 황제의 공식 접견, 대관식 등이 치러졌으며, 1805년 자롱제가 처음 지었으며, 우리가 지금 볼 수 있는 건물은 전쟁으로 심하게 무너진 건물을 1970년에 재건한 것이다. 정면 9칸의 건물이다. 태화전 내부에는 황제가 사용하던 황금 옥좌가 안치되어 있으며, 전시실에는 황제의 옥새, 고관대작들의 사진들이 전시되어 있다.

### 세조묘

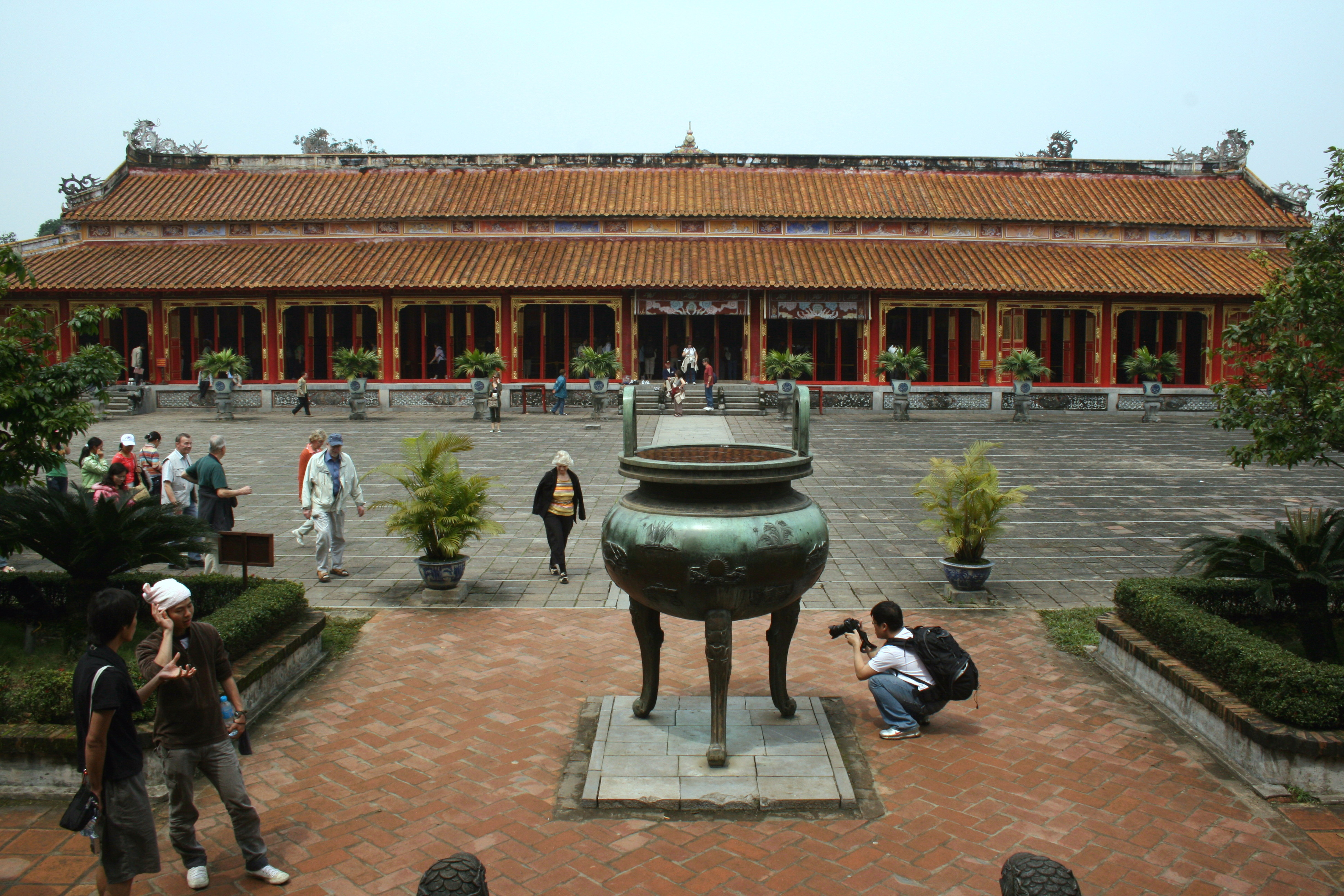
세조묘

세조묘(世祖廟, Thế Tổ Miếu)는 조선의 종묘 같이 역대 응우옌 왕조의 황제의 위패를 모시는 곳이다. 주요 건물의 이름은 현림각(顯臨閣)이고, 황궁의 서쪽에 위치해 있다. '구정'이라 불리는 9개의 청동 솥이 앞에 마련되어 있고, 이 솥들은 각각 왕들의 업적을 상징한다. 건물은 도자기로 장식되어 있다. 동쪽에는 황실에서 사용하던 각종 도구들, 담배 파이프, 찻잔, 황실 가족들의 사진들이 놓여 있다. 이 곳에 역대 황제와 황후들의 신위가 모두 모셔져 있으나, 다만 폐위된 2명의 황제와 방탕한 생활을 하다가 프랑스로 망명한 바오다이 황제의 위패는 없다.

## 후에의 황릉

### 자롱 황릉
응우옌 왕조의 초대 황제인 자롱제의 무덤이다. 후에 시에서 남쪽으로 20km정도 내려간 위치에 자리해있다. 접근성도 좋지 않고 관광객도 잘 가지 않기 때문에 이 곳은 당국에 의한 관리가 제대로 이루어지지 않고 있고, 이로 인해 무덤은 심각하게 파손되었으며 몇몇 구조물들은 아예 없어졌을 정도이다. 

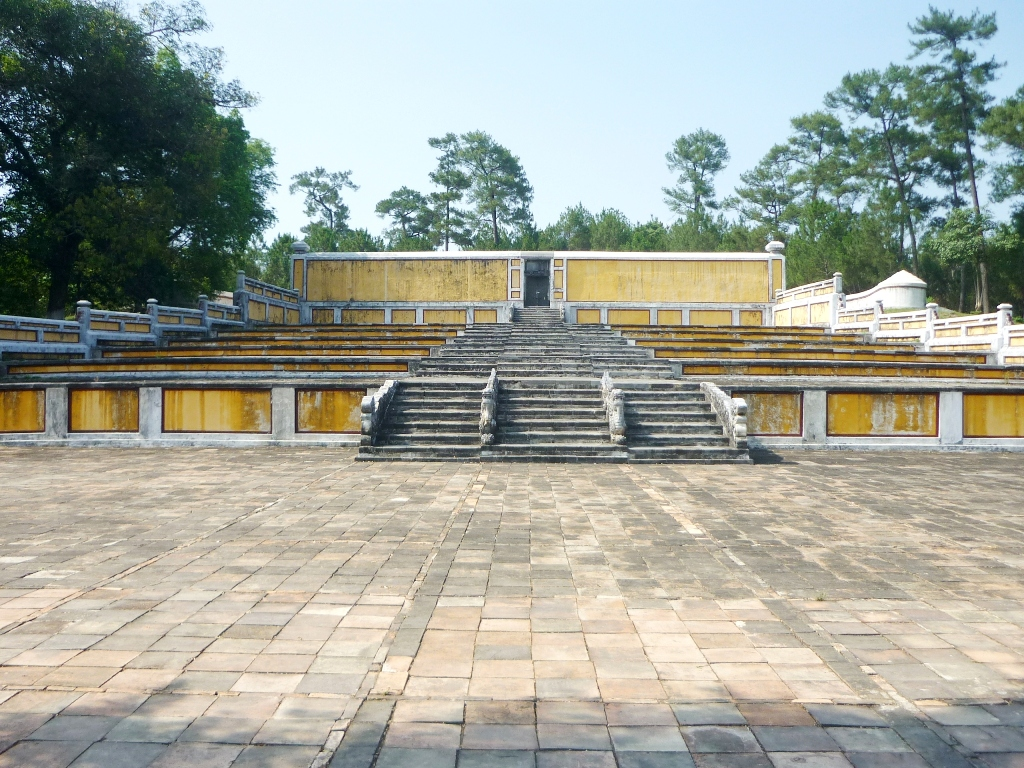
자롱릉

### 민망 황릉

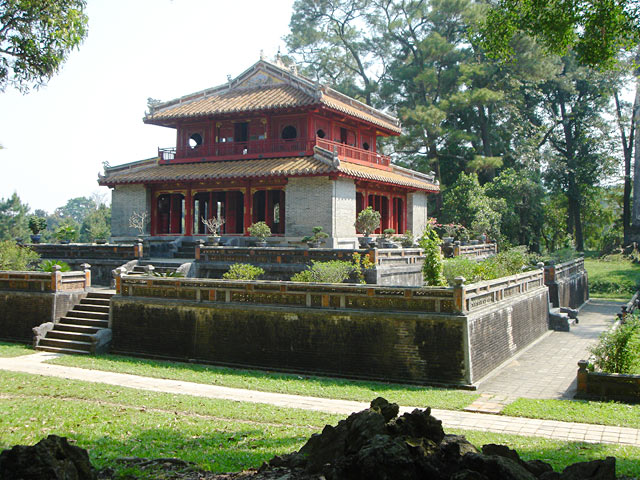
민망릉

후에에 있는 민망 황제(明命帝)의 능은 1840년에 착공하여 1843년에 완공되었으며, 건설에 1만명의 병사와 노동자가 동원되었다고 한다. 민망 황제가 생전 그의 능 위치를 흐엉강 근처에 있는 자리로 직접 골랐으며, 무덤에는 그의 공적을 새긴 비석과 이를 보호하기 위한 누각이 세워져 있다.

### 티에우찌 황릉
티에우찌 황제는 응우옌 왕조의 3대 황제이다. 7년 동안의 재위 도중 자연재해와 실책이 겹쳐 국민들의 원성이 높았다. 그의 무덤은 크게 사당 영역과 능묘 영역으로 나뉘어 있으며, 전쟁으로 피해를 심하게 입어 현재 보수작업에 들어가 있다. 

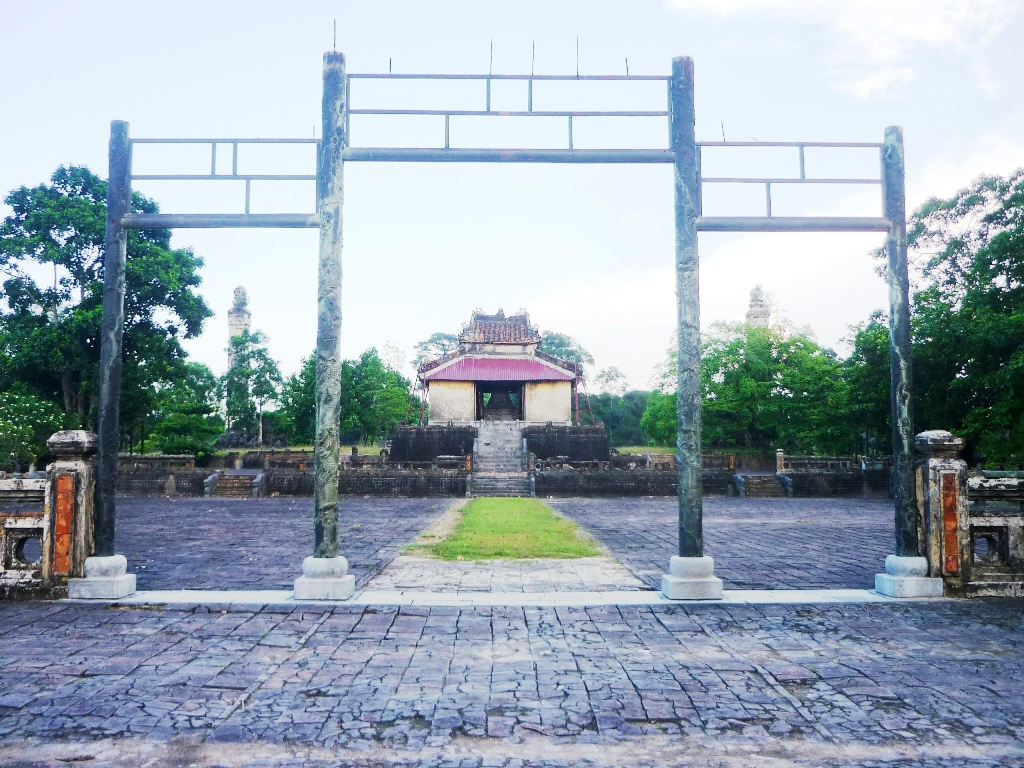
티에우찌릉

### 뜨득 황릉

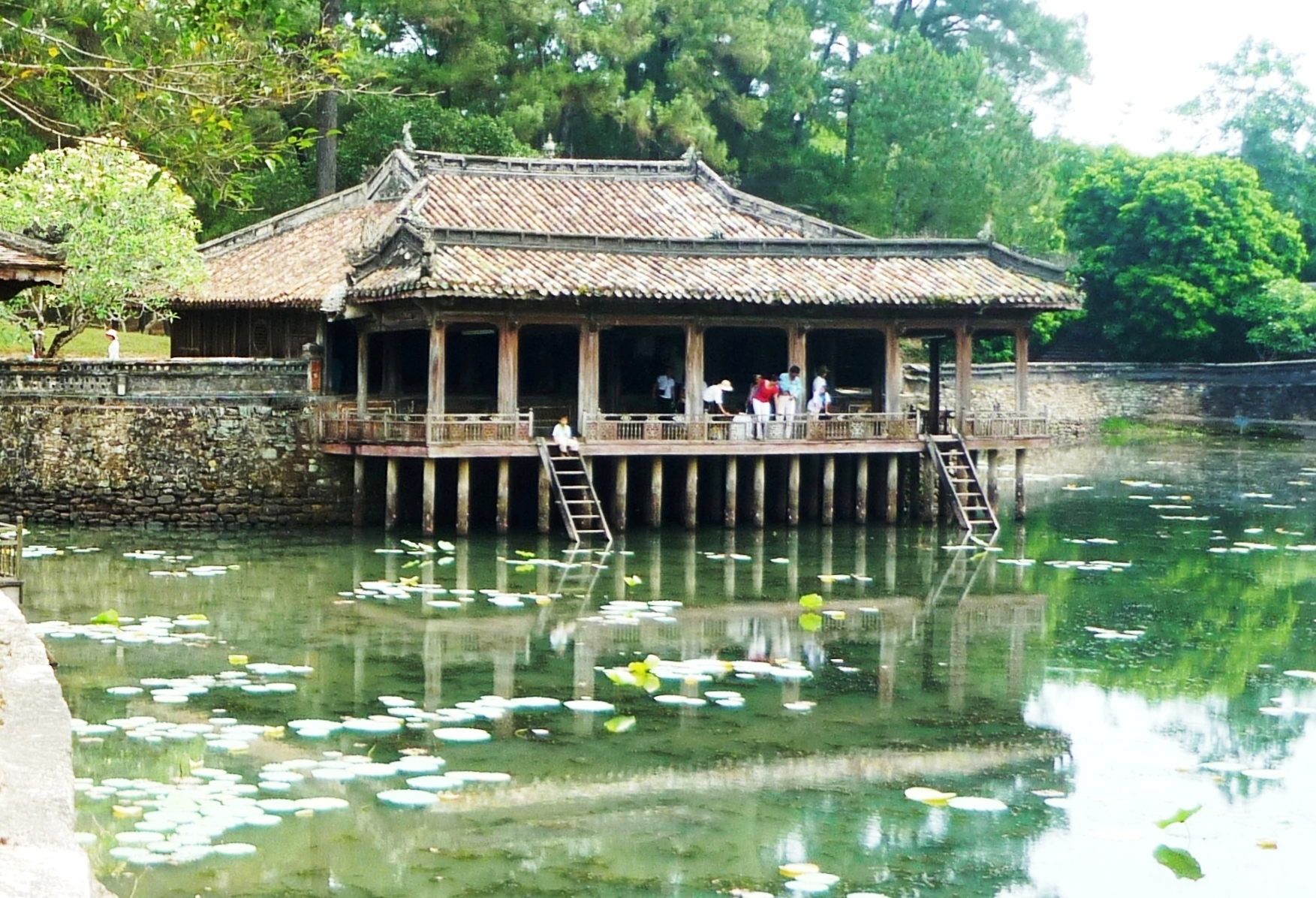
뜨득릉

시내에서 7km정도 떨어진 반 니엔산에는 응우옌 왕조를 가장 오랫동안 통치했던 뜨득 황제(嗣德帝)의 왕릉이 있다. 뜨득 황제가 살아있던 때에 건설을 시작했으며 살아서는 휴식처로, 죽어서는 영생을 위한 안식처로 삼기위해 3년 동안에 걸쳐 건설된 곳이다. 주요 건물들은 1864년에 완공되었다. 이 무덤은 워낙 많은 인력과 자금을 필요로 할 정도로 호화롭게 지어져, 백성들의 원망이 자자했고 이로 인해 반란이 일어날 정도였다. 이 곳에서 황제는 배를 타며 유람을 하거나 호수 가운데에 있는 작은 섬에서 작은 동물들을 사냥할 수 있었다. 황제는 이 곳을 자신의 무덤으로 여기고 건설하였으나, 정작 황제의 시신은 도굴을 막기 위해 제3의 장소에 묻혔다고 알려져 있다. 또한 도굴을 막기 위해 비밀 무덤을 만든 인부 200명을 모두 죽여버렸고, 이와 같은 철저한 조치로 인해 아직까지도 뜨득 황제의 진짜 무덤의 행방은 베일에 싸여있다.

### 죽득 황릉
죽득 황제는 응우옌 왕조의 5대 황제이다. 재위 기간이 7달 밖에 되지 않아, 그에게 바쳐진 정식 황릉은 없고, 그는 전대 황제가 만들어 놓은 뜨득 황릉 한켠에 묻혀있다. 

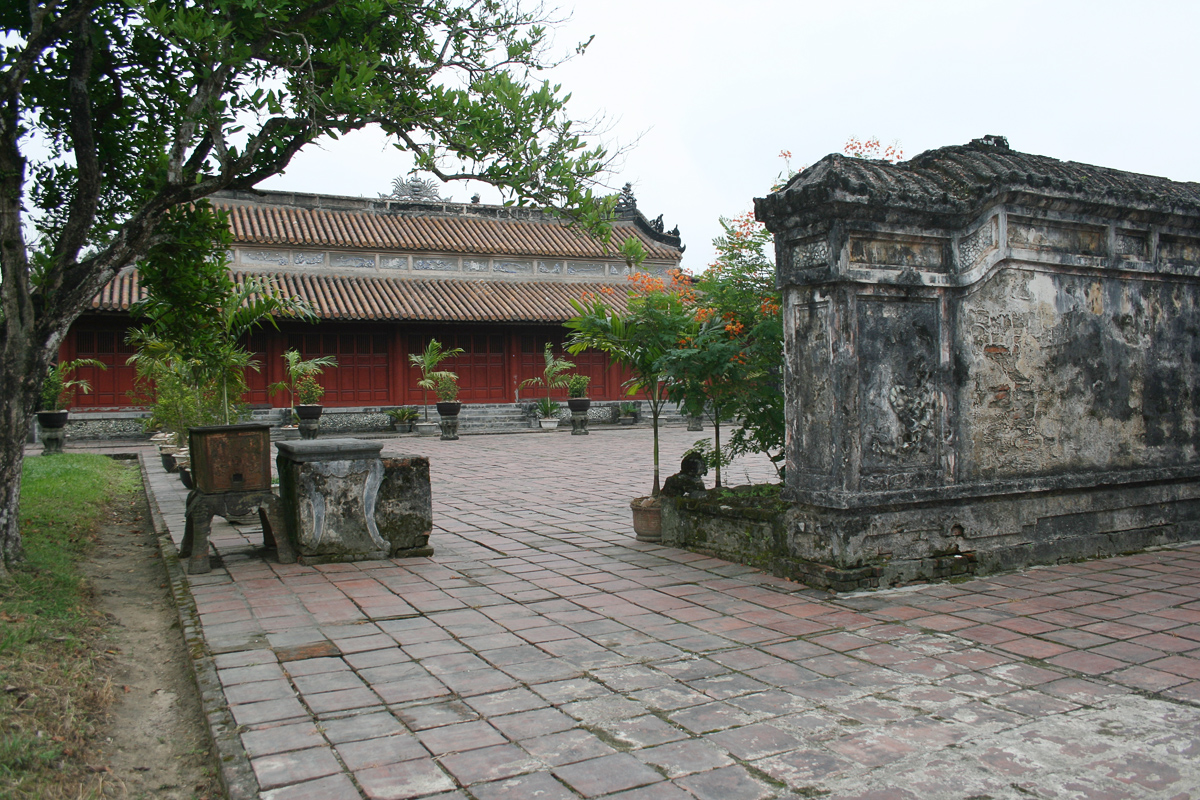
죽득릉

### 동카인 황릉
동카인 황제는 응우옌 왕조의 9대 황제이다. 다른 황제들의 능과 마찬가지로 전쟁의 참화를 피해가지 못하였으며, 타 능묘들보다는 규모가 약간 작은 편이다. 

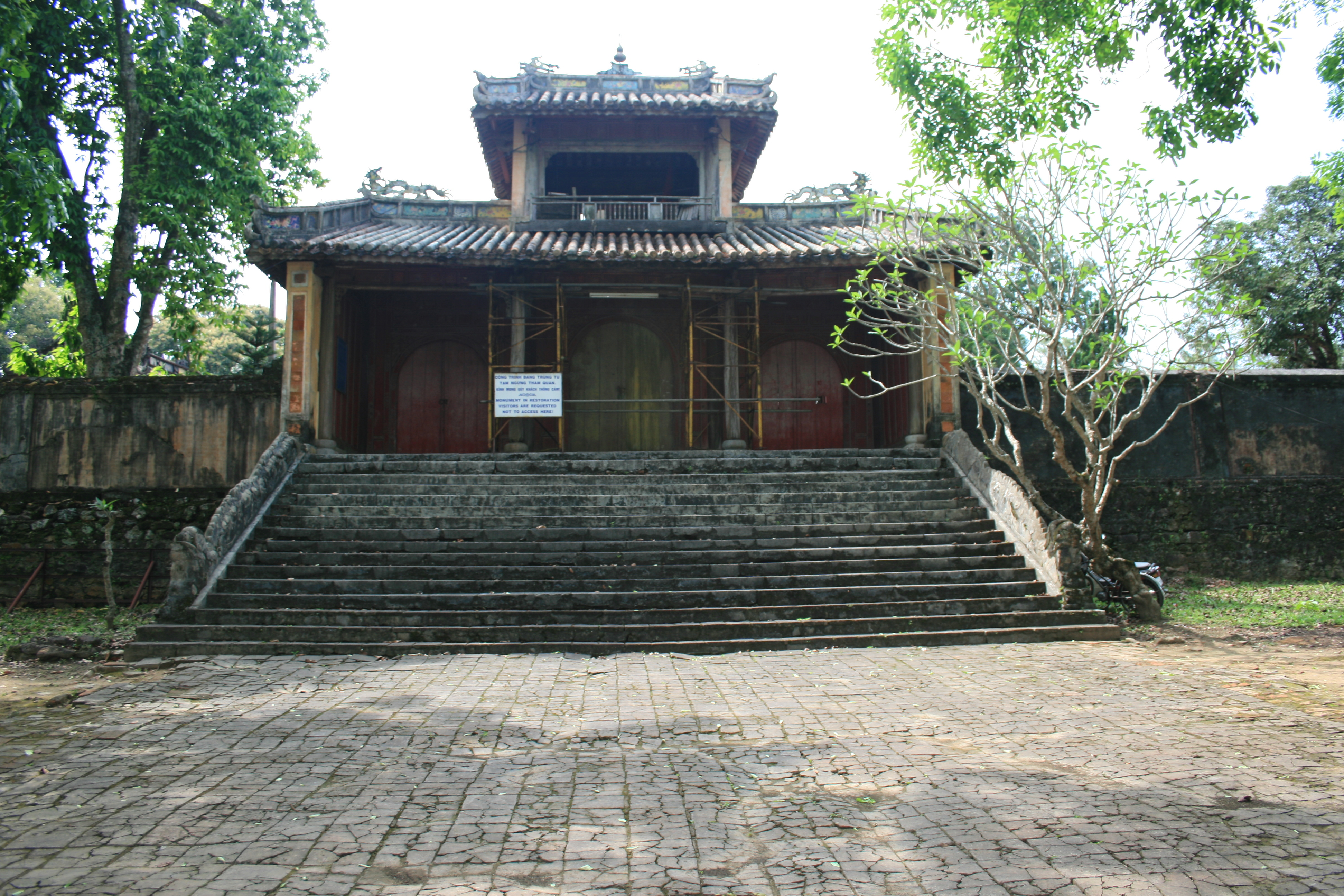
동카인릉

### 카이딘 황릉

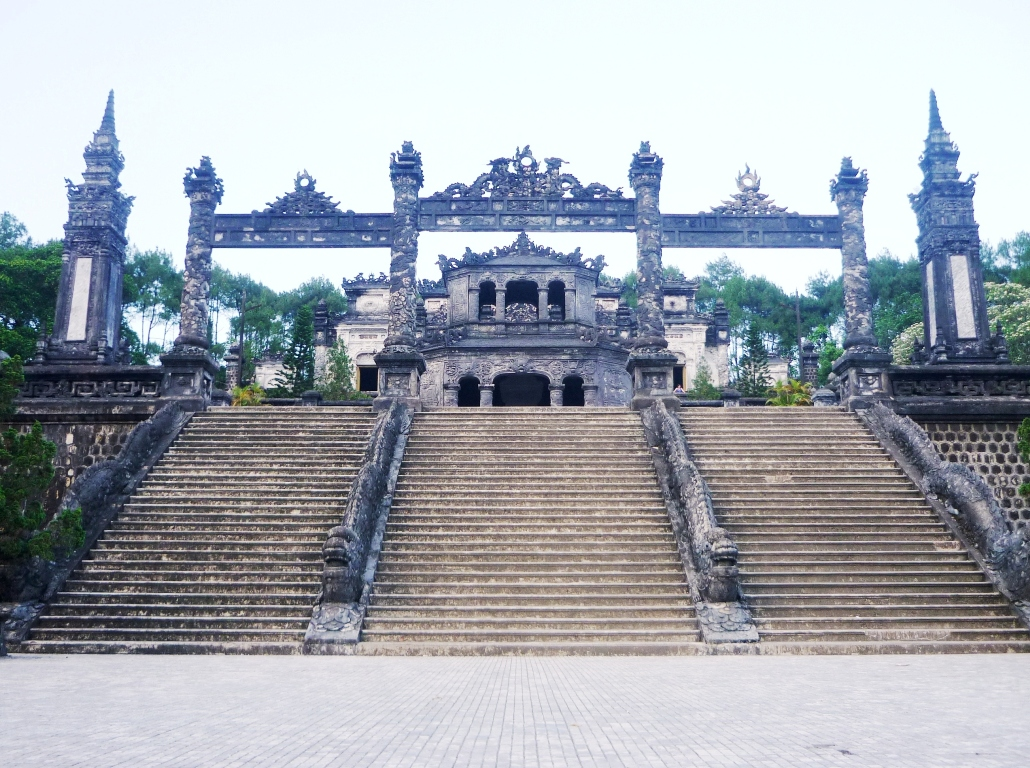
카이딘릉

시내에서 10Km 떨어진 흐엉투이 시사 투이방사 쩌우쭈 구릉지역에 있는 카이딘 황제(啓定帝)의 능으로 다른 왕들의 능과는 확연하게 구별되는 형태이다. 1920년부터 1930년까지 무려 10년에 걸쳐 축조된 이 왕릉은 20세기초 베트남 건축 예술을 대표하는 곳으로 알려져 있다. 베트남과 유럽 고딕 양식이 혼재되어 있다. 입구에서 36계단을 올라 중앙에 이르면 공덕비와 무덤을 지키는 문무관, 기마, 코끼리 상을 볼 수 있다. 벽과 제단이 도자기와 유리 모자이크로 장식되어 있고 천장에 용 그림이 화려하게 그려져 있다.

## 같이 보기
- 한양도성
- 경복궁
- 근정전